# Sehabre
Sehabre, auch Sehab-Re, war ein altägyptischer König (Pharao) der Zweiten Zwischenzeit. Er gilt als der fünfte Herrscher der 14. Dynastie und regierte im 17. Jahrhundert v. Chr.
Er wird im Turiner Königspapyrus unter seinem Thronnamen genannt. Zu seiner Regierungsdauer wird dort vermerkt: „Er verbrachte im ‚Königtum des Horus‘ drei Jahre, 11 Tage.“ Die Angaben über die Monate der Regierungszeit sind zerstört.